# Questia Online Library
Questia est un site commercial offrant une bibliothèque en ligne permettant d'accéder à une sélection de livres et d'articles de revues, recouvrant les thèmes des arts libéraux et des sciences sociales,.

## Présentation
Questia est une bibliothèque numérique de 75 000 ouvrages.
La stratégie marketing cible prioritairement les étudiants, en leur promettant de meilleures notes grâce aux outils de citation et au choix des ouvrages.
En 2011, Questia a été racheté par Gale, filiale de Gale, part of Cengage Learning.

## Critique du produit
Le groupe ne dispose pas de personnel académique et ne collabore pas avec des universités, ce qui affaiblit sa position dans le choix de sa collection, selon le bibliothécaire Steven J. Bell.
Le produit peut être redondant avec d'autres sources d'informations déjà présentes dans les bibliothèques universitaires, comme JSTOR.